# Maurice Mandrillon
Maurice Mandrillon (* 23. August 1902 in Les Rousses; † 11. Februar 1981 in Lons-le-Saunier) war ein französischer Skilangläufer und Militärpatrouillen-Läufer.
Bei den Olympischen Winterspielen 1924 war er als Soldat Mitglied der französischen Mannschaft beim Militärpatrouillenlauf, die in dieser Disziplin die Bronzemedaille gewann. Auch sein Bruder Camille Mandrillon war Teil dieser Mannschaft. Der Militärpatrouillenlauf wurde nachträglich im Jahr 1926 zum Demonstrationsbewerb erklärt. Bei den Olympischen Winterspielen 1928 erreichte er beim 18-km-Langlauf-Bewerb Platz 33 unter 49 Startern.

## Fotos

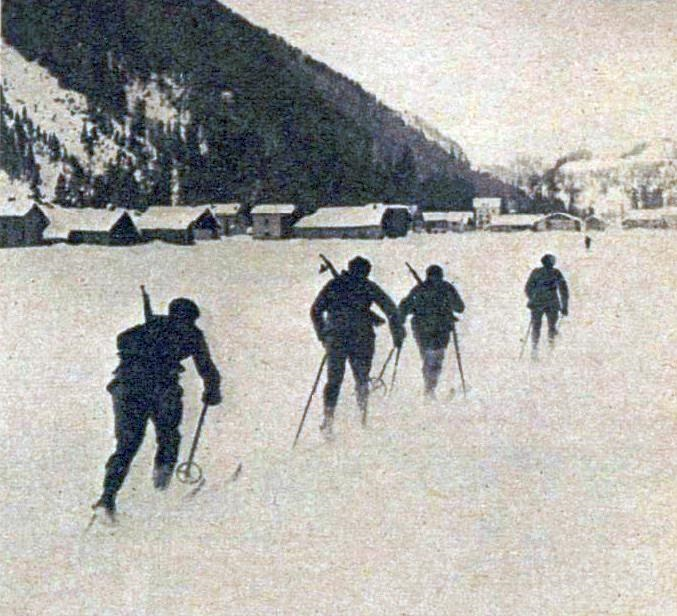
Die französische Militärpatrouille 1924 in Chamonix
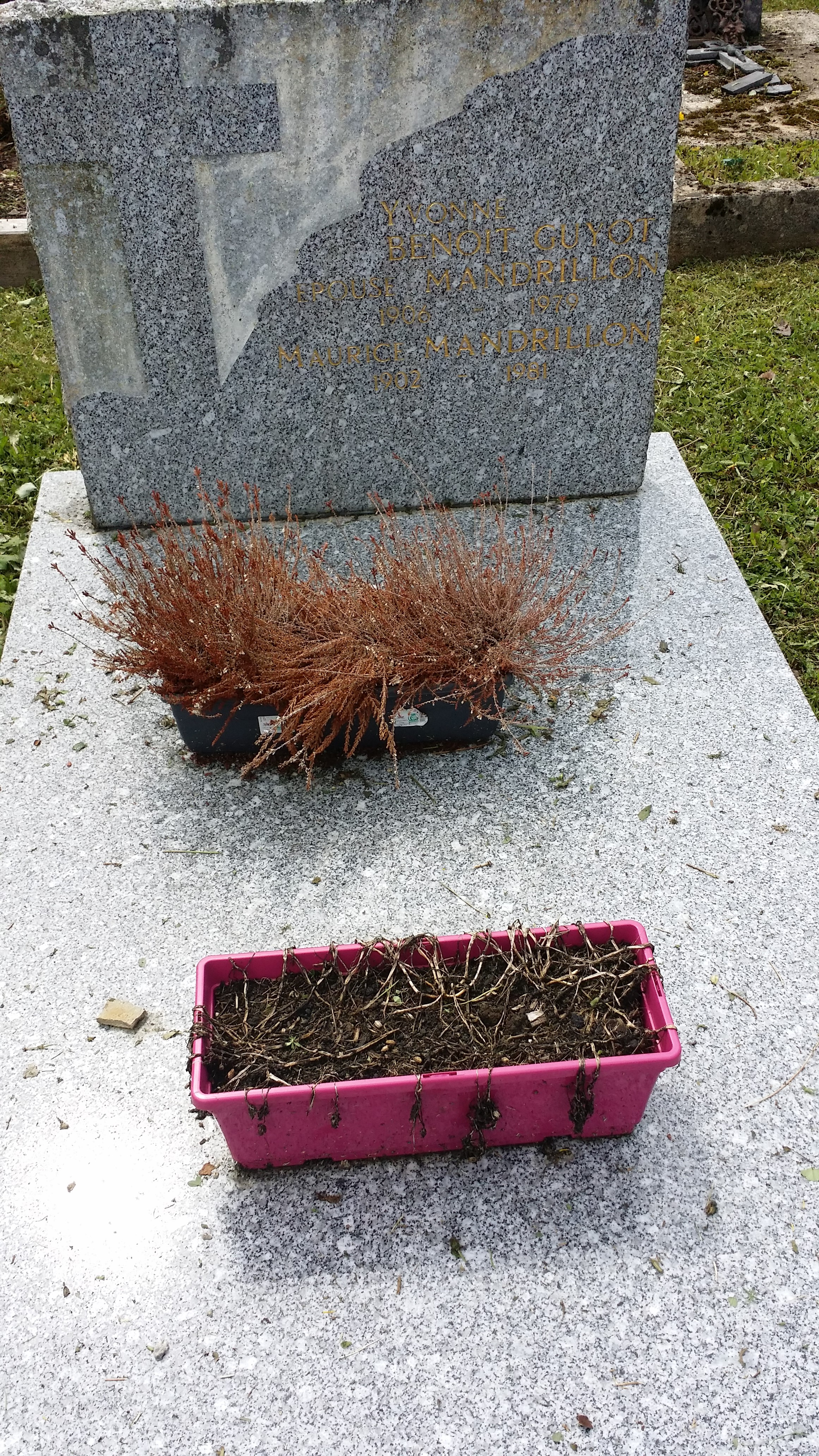
Familiengrab auf dem Friedhof von Les Rousses